# Naturschutzgebiet Oberes Sprockhöveler Bachtal
Das ca. 16 ha große Naturschutzgebiet Oberes Sprockhöveler Bachtal mit der Kennung EN-017 steht seit 1995 unter Schutz und befindet sich auf dem Gebiet der Stadt Sprockhövel im Ennepe-Ruhr-Kreis in Nordrhein-Westfalen. Das Naturschutzgebiet erstreckt sich entlang des Sprockhöveler Baches südöstlich der Kernstadt Sprockhövel.

## Beschreibung
Das Gebiet wird durch die L 551 in zwei Teilflächen geteilt. Laut Fachinformationssystem des Landesamtes für Natur, Umwelt und Verbraucherschutz in NRW handelt es sich um ein

„Bachtal mit angrenzendem, zum Teil feuchtem Grünland und Waldbeständen. Der Sprockhöveler Bach ist 1,5 bis 2 m breit, und hat in einen überwiegend naturnah mäandrierenden Verlauf mit einer steinigen Sohle. Örtlich treten Steilufer auf. Der Bach weist häufig Ufergehölze aus Weiden und Erlen mit Stammdurchmessern von 20 bis 30 cm auf. Nördlich der Brücke unter der L 551 wurde der Bach begradigt und an den Rand des Wiesentales verlegt. Hier wird er von den östlich angrenzenden Waldbeständen beschattet. Das Wasserregime des Sprockhöveler Baches wurde durch den Bau einer Kanalisation vor etwa 10 Jahren stark gestört, so dass der Bach in Teilbereichen nur noch zeitweise wasserführend ist. Das relativ breite Bachbett weist häufig nur noch ein schmales Rinnsal auf. Eine Wiederherstellung des ursprünglichen Wasserregimes ist dringend erforderlich. Im Norden der Fläche grenzen Fettweiden und -wiesen an den Bach an. Hier sind im Grünland noch alte feuchte Bachschleifen erkennbar, in denen Rohrglanzgras und Binsen aufkommen.(...)
Südlich von "Im Hülsen" bis zu einem querenden Weg wird das Tal von einer wertvollen, hochstaudenreichen, Feuchtbrache eingenommen.(...)
Der Sprockhöveler Bach hat mehrere Zuflüsse, die westlich von Sirrenberg in zwei naturnahen Sickerquellen mit typischer Vegetation sowie in mehreren zur Fischzucht genutzten Teichen entspringen. Ein weiterer Zulauf entspringt im Südwesten innerhalb des Grünlandes und wird von flutendem Schwaden dominiert.(...)“

## Bedeutung
Das Gebiet ist wegen der Seltenheit, besonderen Eigenart und hervorragenden Schönheit des Bachtales und aus wissenschaftlichen und naturgeschichtlichen Gründen als Naturschutzgebiet ausgewiesen. Schutzziel ist die Erhaltung von Lebensgemeinschaften und Lebensstätten wildlebender, zum Teil gefährdeter Pflanzen- und Tierarten, und die Wiederherstellung eines naturnahen Bachtales mit extensiven Nutzungsformen.

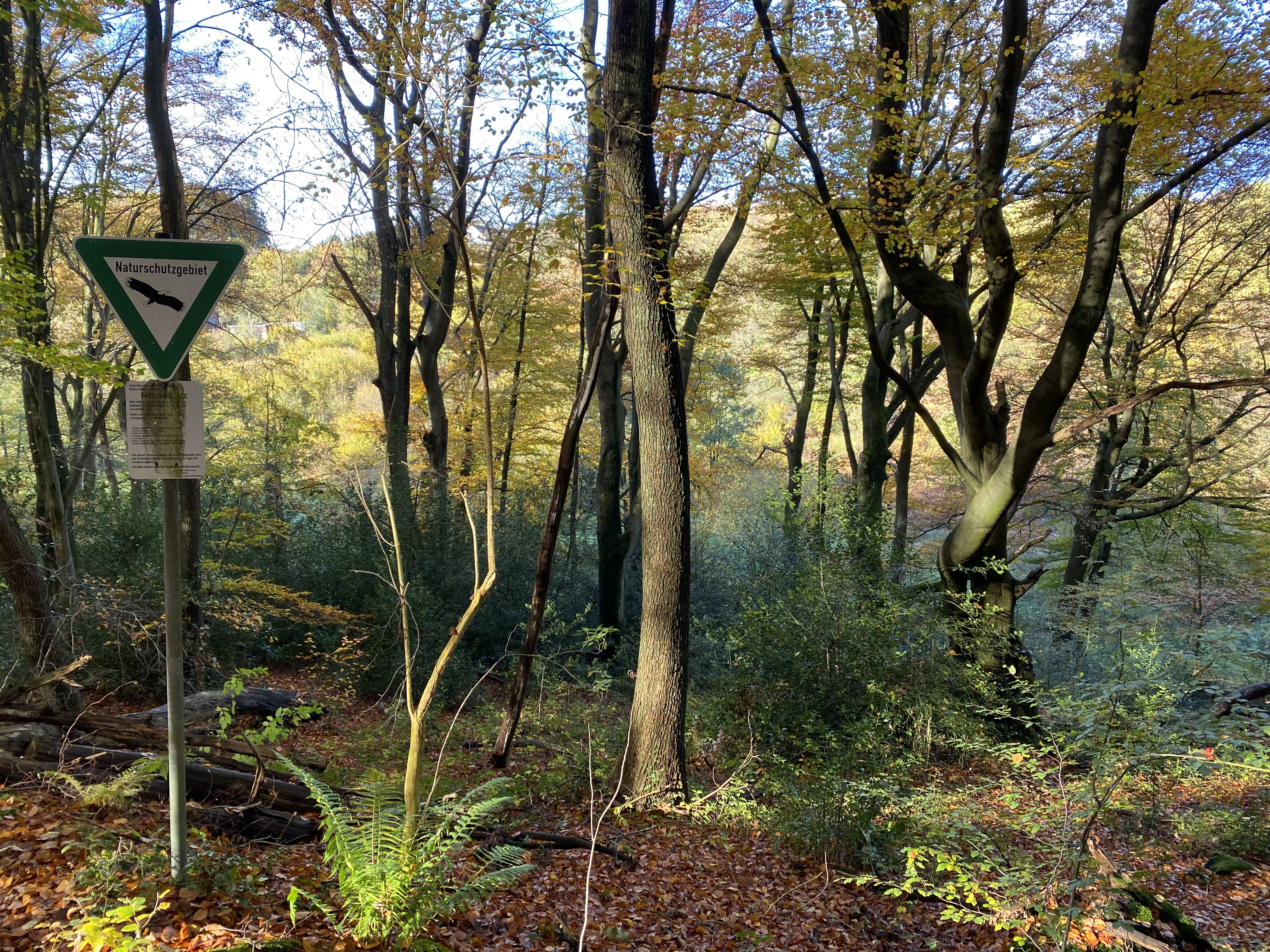
Buchenwald westl. L 551
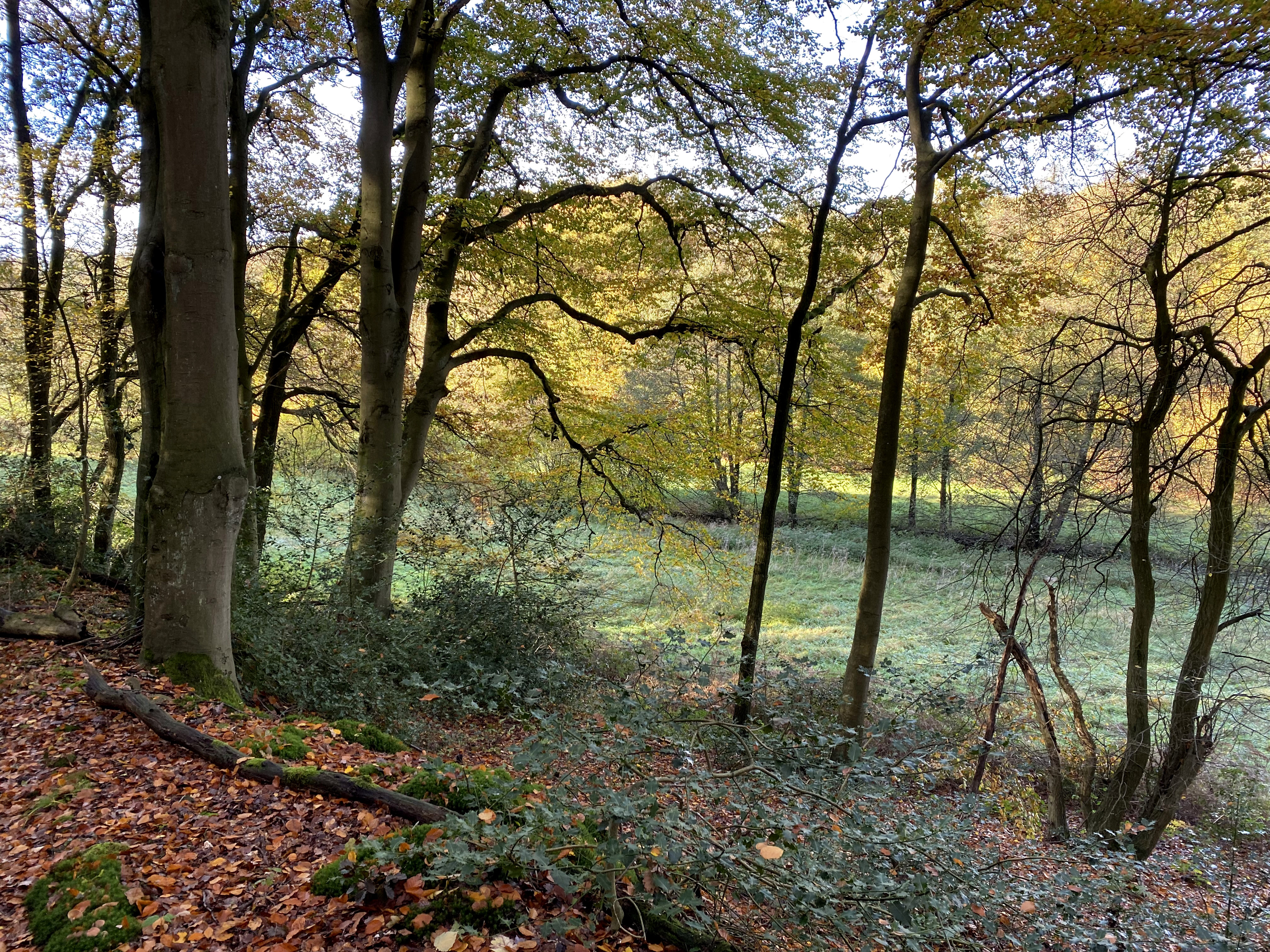
Feuchtwiese mit Sprockhöveler Bach
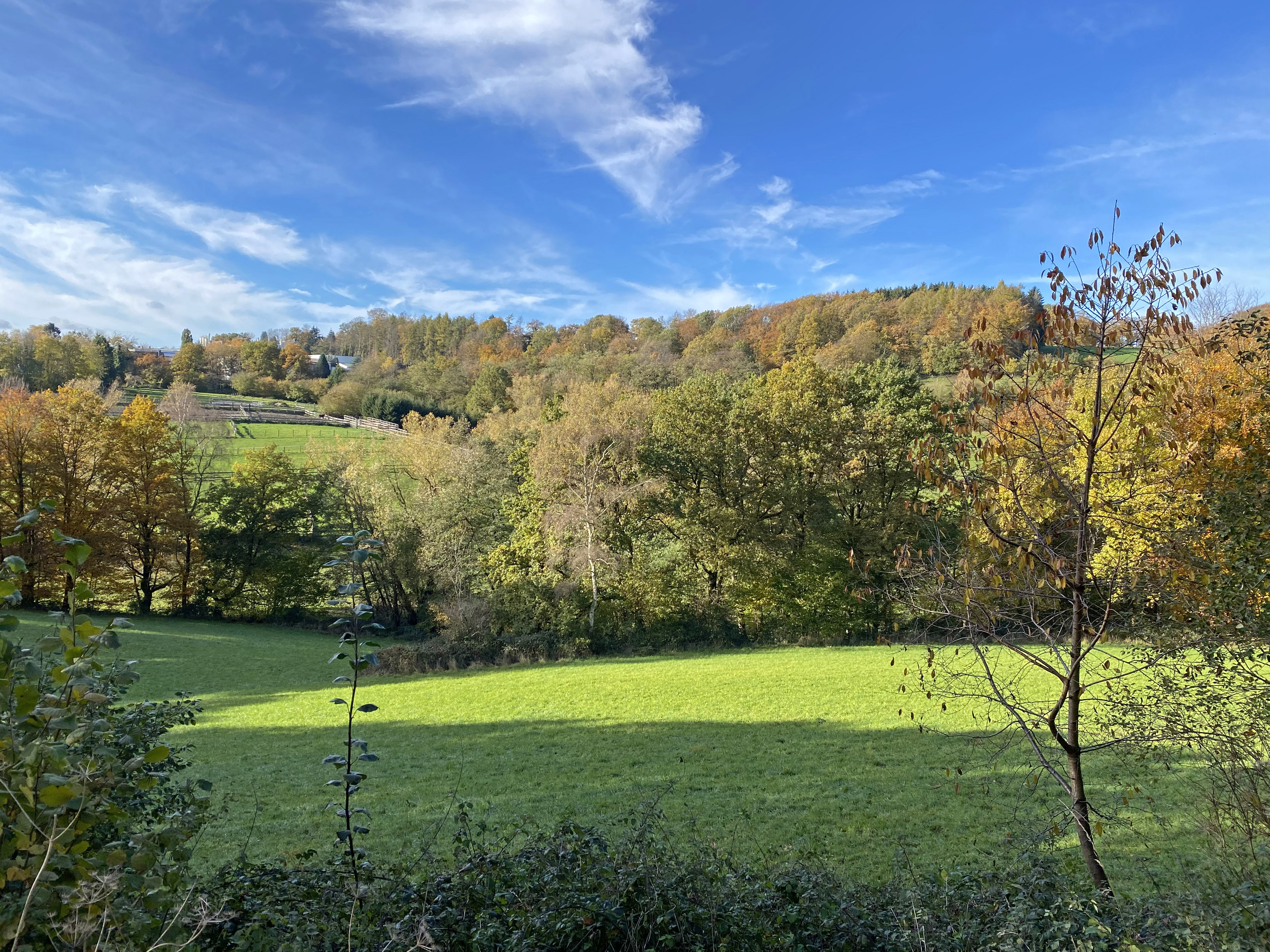
Blick nach Bossel am südwestl. Ende des NSG
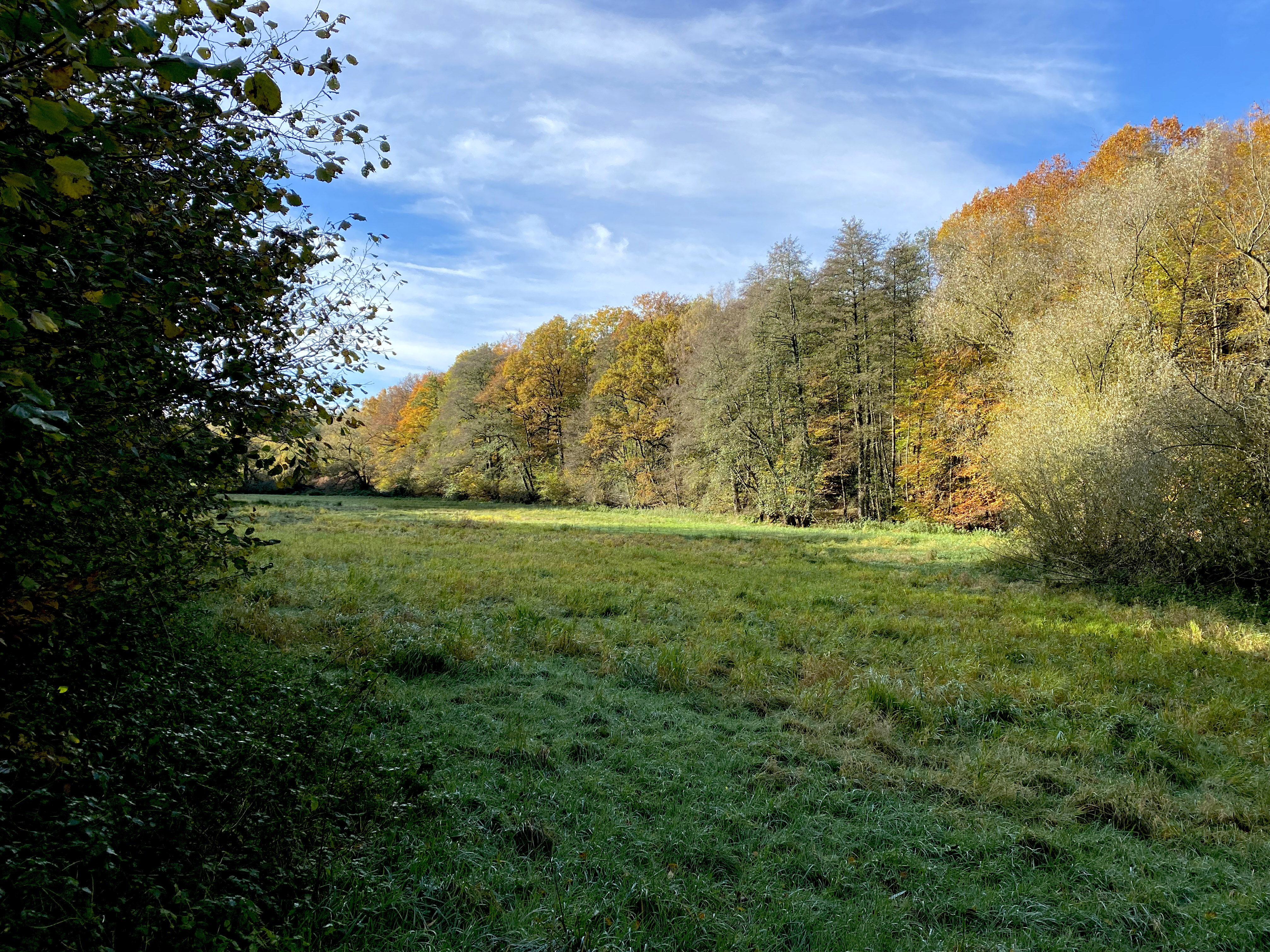
Sprockhöver Bach verläuft am Waldrand hinter der Feuchtwiese
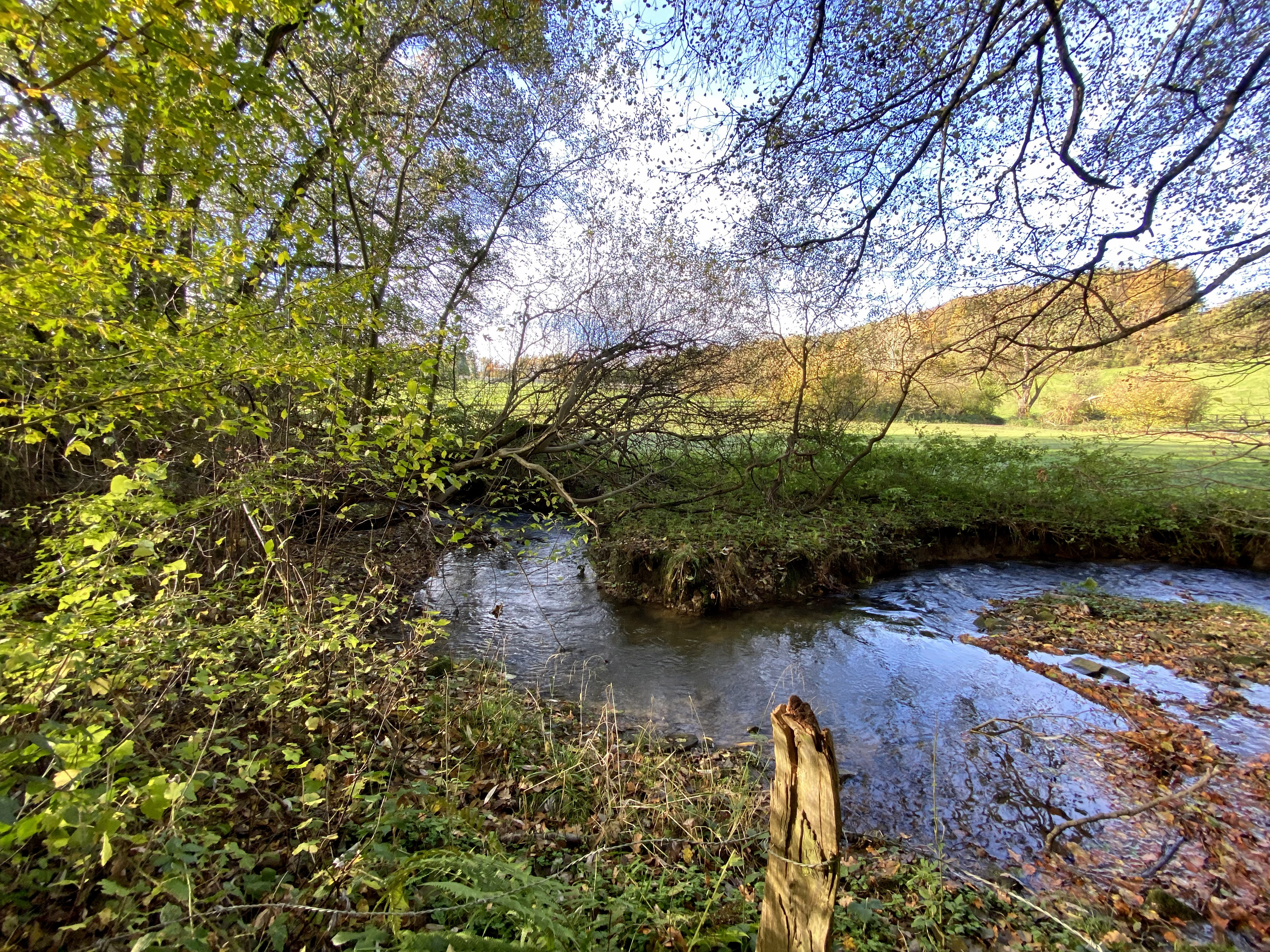
Sprockhöveler Bach mäandert
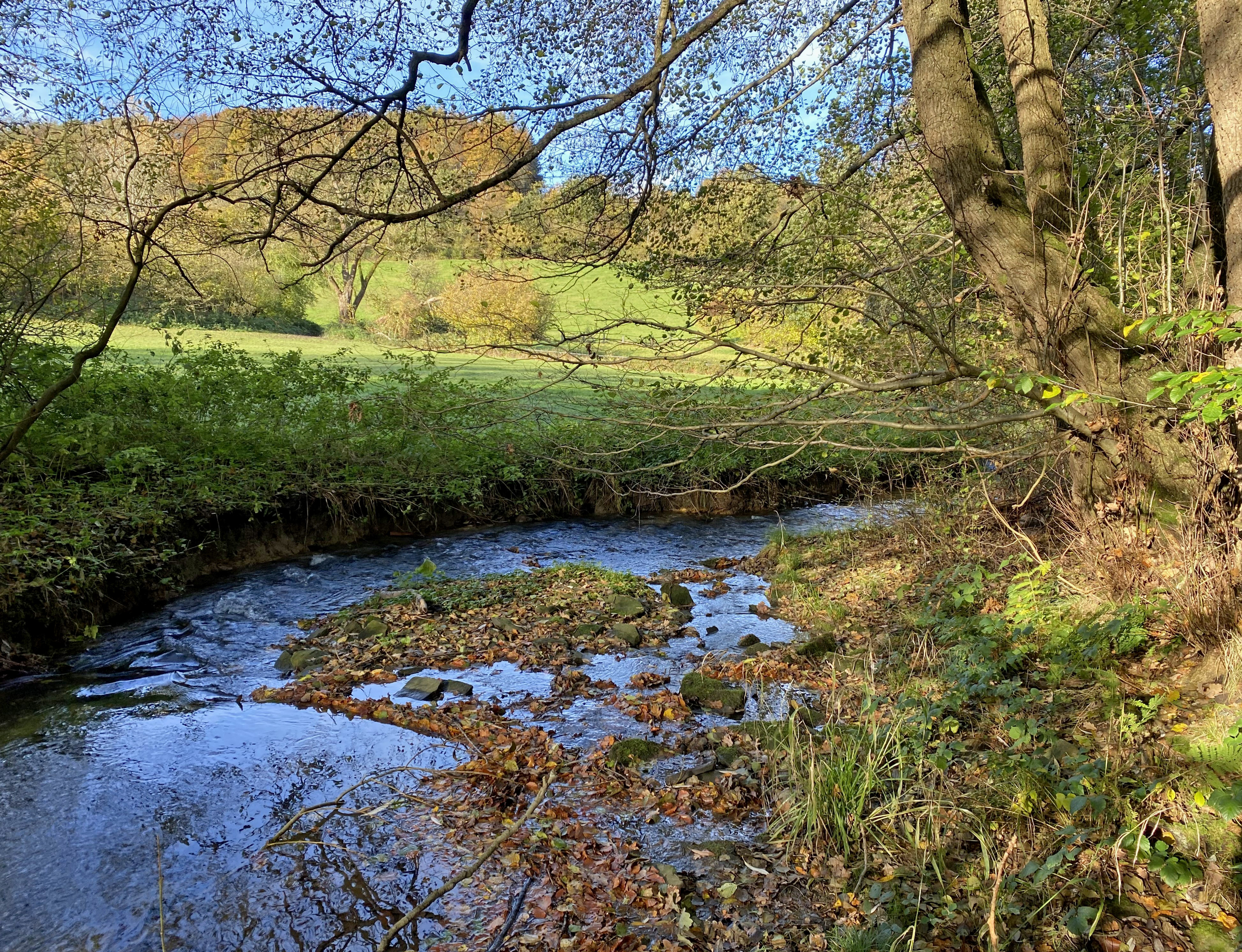
Naturnaher Bachlauf
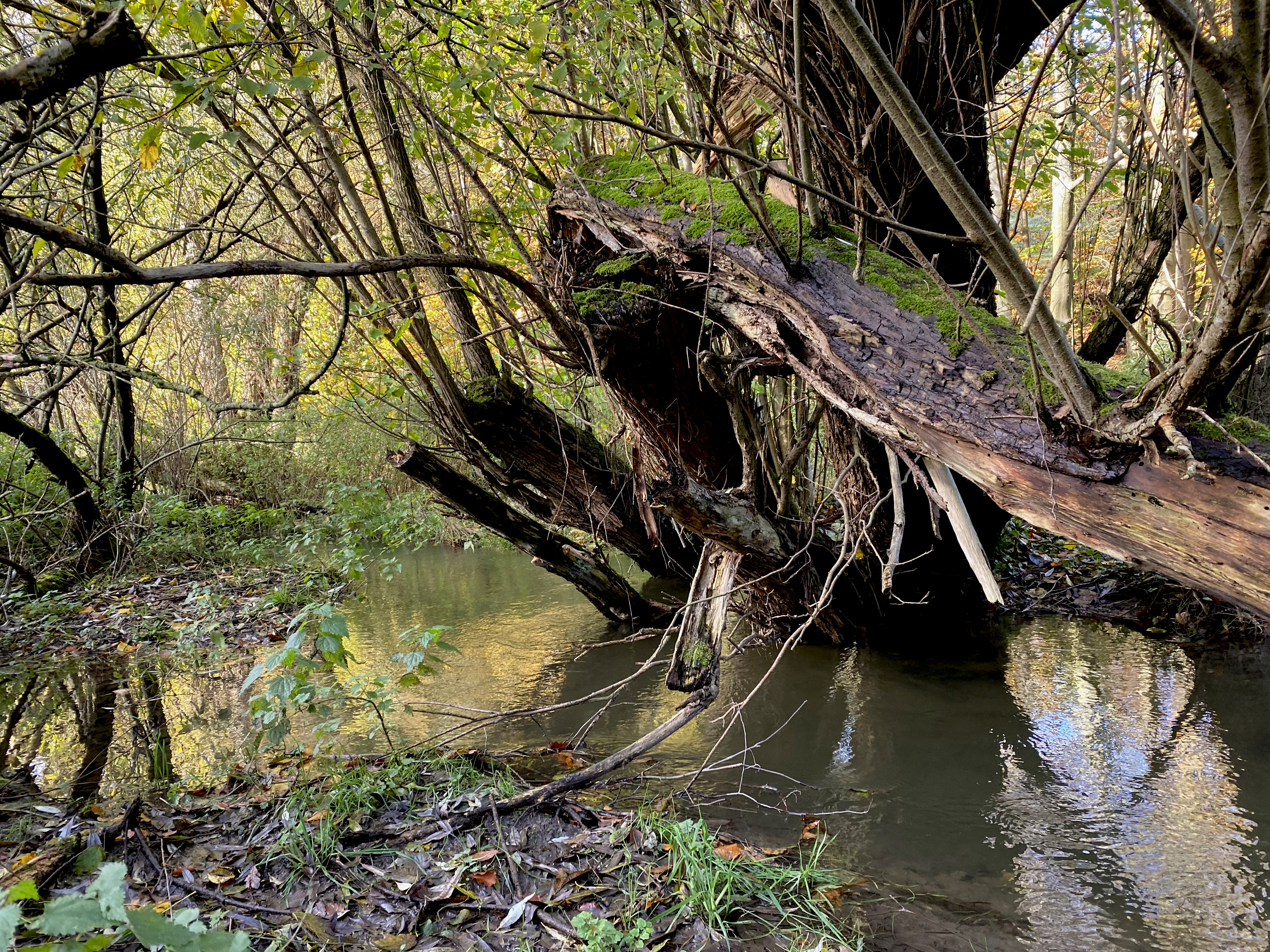
Gebrochene Weide
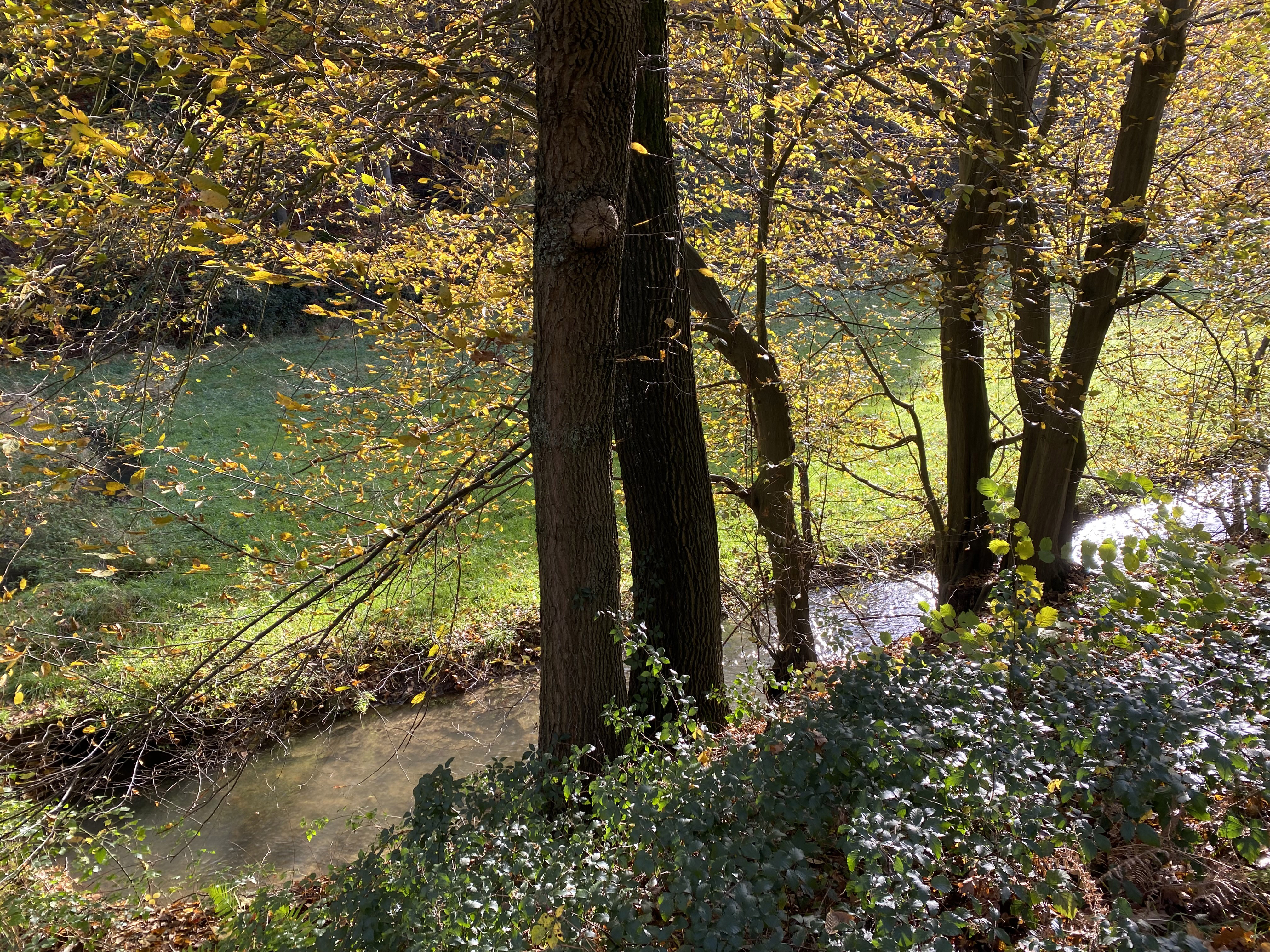
Sprockhöveler Bach fließt zunächst neben der L 551
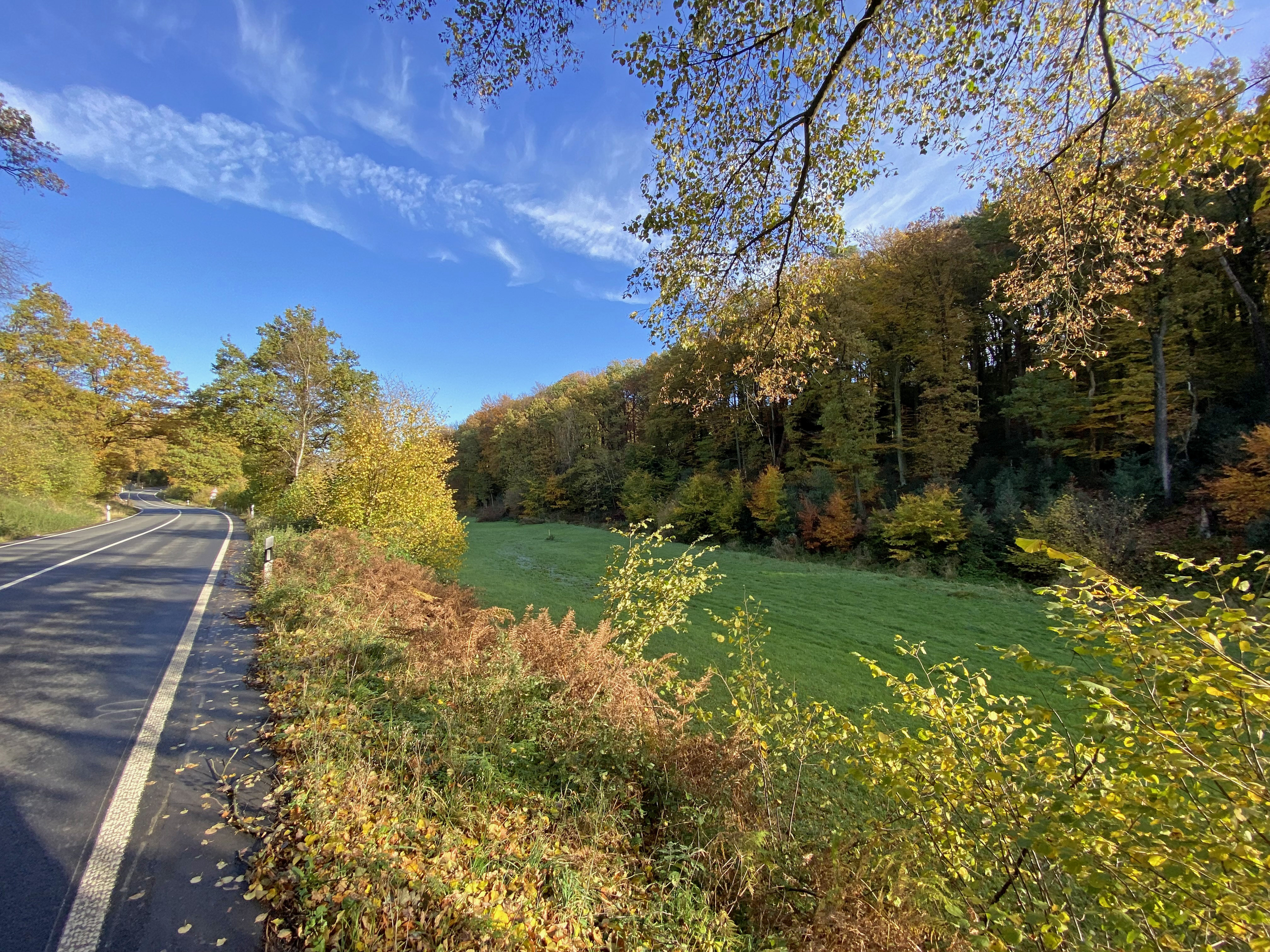
Sprockhöveler Bach ist an den Waldrand gewechselt – in der Wiese bildet sich ein Quellgewässer aus
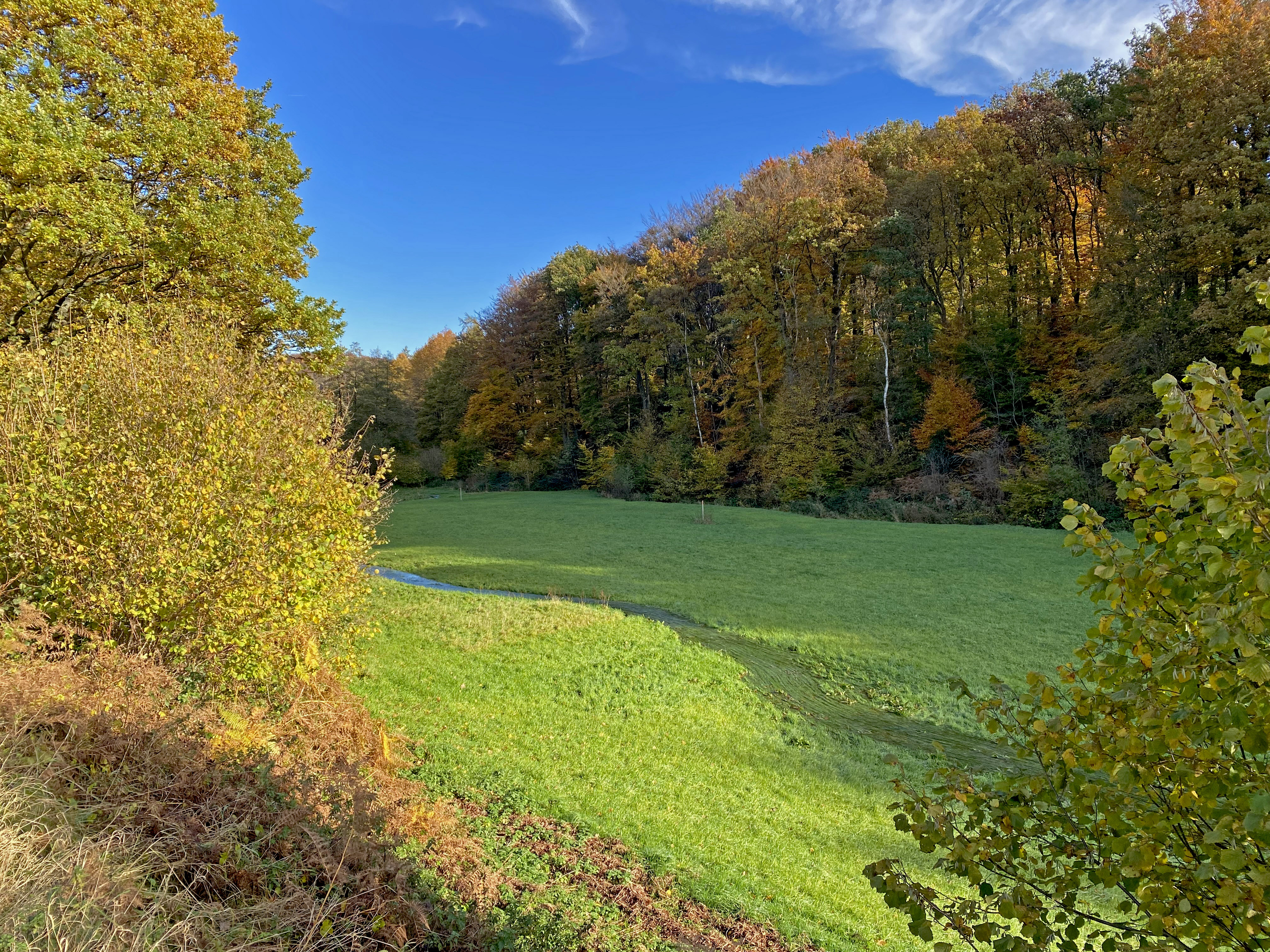
Das Quellgewässer ist zu einem Wiesenbach angeschwollen u. fließt parallel zum Sprockhöveler Bach
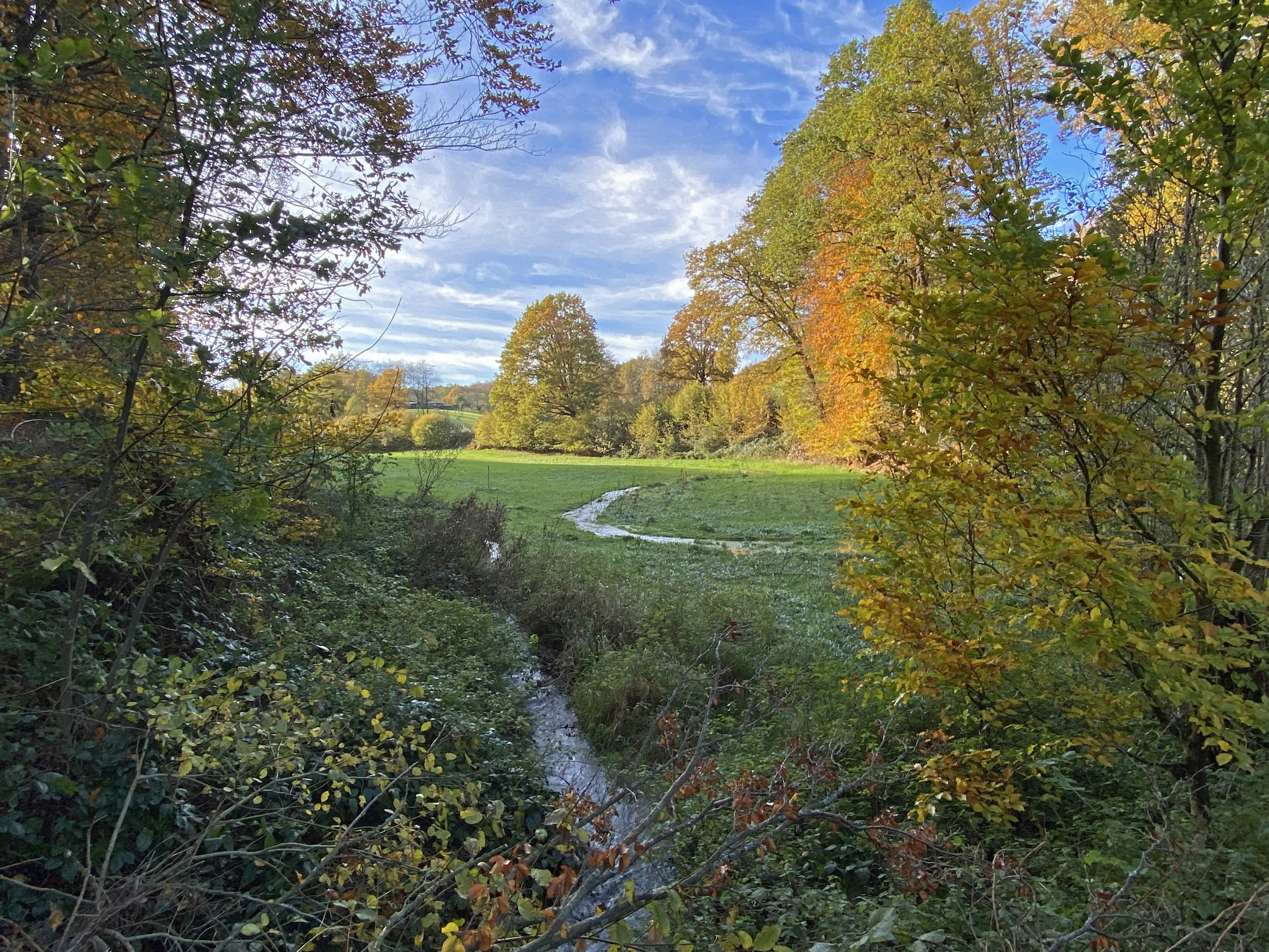
Wiesen-Quellbach und Sprockhöveler Bach vereinigen sich
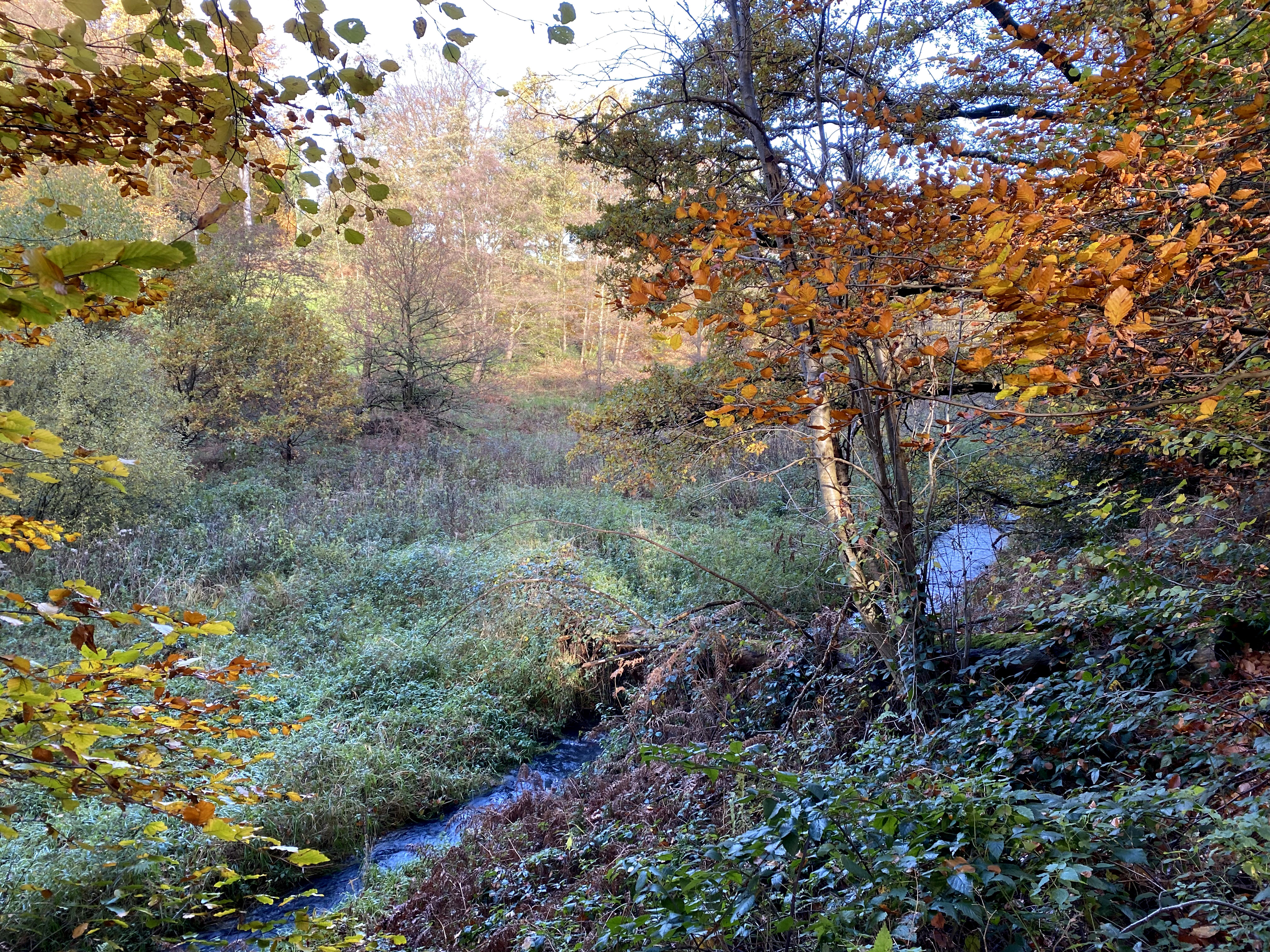
Feuchtbrache am Sprockhöveler Bach westl. Sirrenberg